# Annia Cornificia Faustina

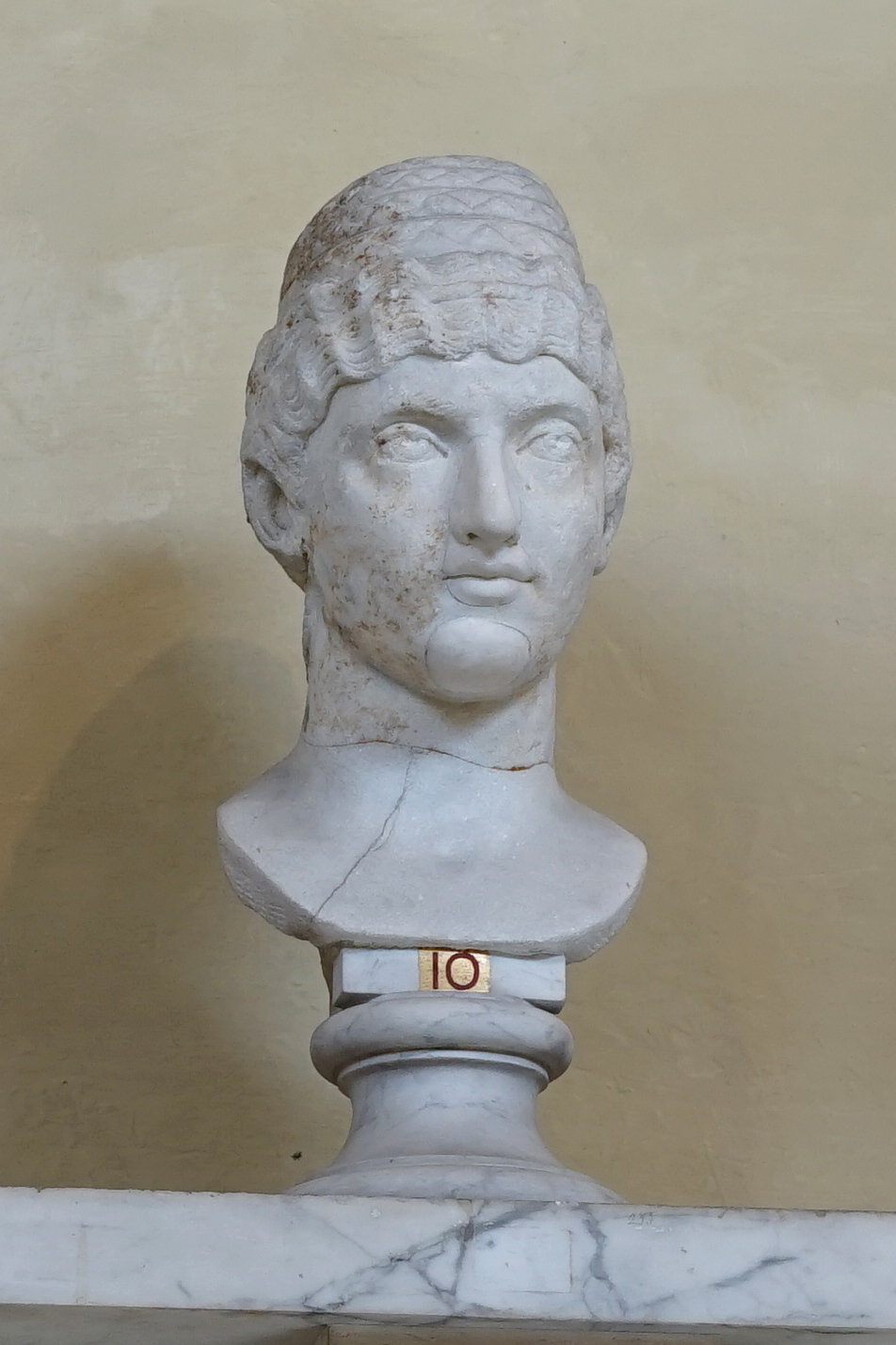
Sculpture d'une femme, peut-être Annia Cornificia Faustina

Annia Cornificia Faustina, née en 122 ou 123 et décédée entre 152 et 158 est le plus jeune enfant et la seule fille du préteur Marcus Annius Verus et Domitia Lucilla. Les parents de Cornificia venaient de riches familles sénatoriales de rang consulaire. Son frère est l'empereur romain Marc Aurèle, et tous deux sont nés et ont grandi à Rome. 

## Histoire
En 124, le père de Cornificia est décédé et elle et son frère ont été élevés par leur mère et leur grand-père paternel, le sénateur romain Marcus Annius Verus, décédé en 138. Les relations entre elle et son frère semblaient bonnes. Avant que Cornificia ne se marie, elle avait réglé son héritage paternel avec son frère. 
Ronald Syme identifie son mari comme l'un des consuls en 146, enregistré dans les Fasti Ostienses sous le nom de Gaius Annianus Verus, mais qu'il prétend avoir le nom complet de Gaius Ummidius Quadratus Annianus Verus. Il descendait de l'une des principales familles aristocratiques et politiquement influentes de Rome et était un descendant direct du défunt consul Gaius Ummidius Durmius Quadratus, autrefois consul. 
Cornificia a donné à Annianus Verus deux enfants : Marcus Ummidius Quadratus Annianus et Ummidia Cornificia Faustina.   